# Wuniu (köpinghuvudort i Kina, Zhejiang Sheng, lat 28,04, long 120,79)
Wuniu (kinesiska: 乌牛, 乌牛镇) är en köpinghuvudort i Kina. Den ligger i provinsen Zhejiang, i den östra delen av landet, omkring 250 kilometer söder om provinshuvudstaden Hangzhou. Antalet invånare är 42 780. Befolkningen består av 20 456 kvinnor och 22 324 män. Barn under 15 år utgör 17,0 %, vuxna 15-64 år 74 %, och äldre över 65 år 8,0 %.
Närmaste större samhälle är Wenzhou, 13,0 km väster om Wuniu. 
Genomsnittlig årsnederbörd är 2 185 millimeter. Den regnigaste månaden är juni, med i genomsnitt 294 mm nederbörd, och den torraste är januari, med 75 mm nederbörd.